# 3388 Tsanghinchi
3388 Tsanghinchi (1981 YR1) là một tiểu hành tinh vành đai chính được phát hiện ngày 21 tháng 12 năm 1981 bởi Đài thiên văn Tử Kim Sơn ở Nanking.